# NGC 4075
NGC 4075 este o galaxie lenticulară situată în constelația Fecioara. A fost descoperită în 14 aprilie 1828 de către John Herschel. Se află la o distanță de 95,75 de megaparseci de Pământ.